# 日進 (水上機母艦)
日進（にっしん）は、日本海軍の水上機母艦（甲標的母艦）。
同型艦は無いが、日進型という表現も使われた。

## 概要
軍艦「日進」（3代目）は太平洋戦争開戦直後の1942年（昭和17年）2月末に完成した日本海軍の水上機母艦。水上機の運用も可能だが、「日進」は艦内に特殊潜航艇甲標的を搭載し、艦尾から進水・発進させることが出来る特殊艦である（甲標的母艦）。だが太平洋戦争において本来の甲標的母艦として活躍する機会はなく、ミッドウェー作戦では魚雷艇部隊を輸送した。続いてガダルカナル島の戦いからキスカ島撤退作戦支援に至るまで、高速輸送艦として多くの輸送任務に従事した。
1943年（昭和18年）7月22日、ニュージョージア島の戦いに伴うブイン輸送作戦従事中に、ブーゲンビル島ショートランド泊地近海でアメリカ軍機の爆撃を受けて沈没した。
艦名の日進は、間断ない進歩・成長を意味する。
日本海軍の軍艦としては、明治初期の「日進」（オランダのギプス社建造）、
日露戦争に参加した春日型装甲巡洋艦2番艦「日進」（イタリアのアンサルド社建造）に続き、
甲標的母艦の本艦は3代目。

## 計画
第一次世界大戦後に締結されたワシントン海軍軍縮条約とロンドン海軍軍縮会議により列強各国は海軍休日に突入。その抜け道として日本海軍は「条約制限外艦艇（給油艦、水上機母艦、貨客船）等を建造、平時においてはそのまま運用し、有事の際には短時間のうちに航空母艦(空母)へ改造する」という方針をとった。
同時期、日本海軍は酸素魚雷と『甲標的（特殊潜航艇）』の開発に成功する。だが航続距離の短い甲標的を艦隊決戦が行われる海域まで輸送する『母艦』が必要となった。そこで甲標的の着想と同時に開発・建造されたのが千歳型水上機母艦2隻（千歳、千代田）および瑞穂、本艦（日進）である。
先行3隻（千歳、千代田、瑞穂）は水上機母艦(基本計画番号はJ9、J10)として竣工・運用し、極秘に甲標的母艦へ改造することを前提としていたが、日進は当初敷設艦として計画された。
計画番号は敷設艦艇のH9で、敷設艦甲と仮称されていた。途中で千歳と同じ水上機母艦の状態に改正され、1937年（昭和12年）11月15日の計画が決定した技術会議では既に水上機母艦とすることに決まっていた。ただ、制式に類別を水上機母艦としたのは起工後だった。最終的に水上機母艦兼『甲標的母艦』として竣工した。

## 艦型

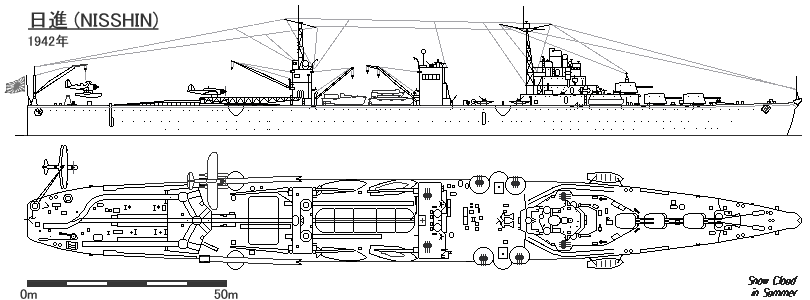
水上機母艦日進。1942年の竣工時（甲標的母艦）の艦型図。

艦型はだいたい瑞穂型と同じ、船体主要寸法は千歳型、瑞穂型より長さ、幅共に若干大きく、バルジは設けられなかった。また艦尾水線部にナックルを付けて旋回性能の向上をねらった。復元性能を考慮し250トンの固定バラストを搭載、軽荷状態ではGM値が不足するので800トンの海水を補填する必要があった。
機関は、千歳型が採用していたタービンとディーゼルエンジン併用をやめ、瑞穂型と同じように主機をディーゼル機関のみとし、1軸につき13号10型ディーゼル2基と13号2型1基をフルカンギアで接続し、それを2組搭載した。大鯨型の搭載した11号ディーゼルは大きな問題があり、それを改良した試作機は大和型戦艦の主機として考えられていて、1937年には一応優秀な結果を残していたが、まだ不十分な点もあった。このため大和型への搭載は見送られ、日進のディーゼルエンジンはこれを流用した。将来の戦艦（超大和型戦艦等）にディーゼルを搭載する布石だったという。速力は28ノットを発揮可能で、日本海軍の大型ディーゼル搭載艦としては初めての成功だった。
前述のように日進型は当初、機雷700個を搭載可能な大型敷設艦として計画された。敷設艦は駆逐艦や仮装巡洋艦との交戦も想定するため、先行3隻（千歳、千代田、瑞穂）の12.7cm高角砲ではなく、50口径三年式14cm砲連装砲を三基、最上型巡洋艦と同じような並び方で配置している。25mm機銃は3連装4基をクレーン支柱兼排気筒の上に装備、後述のする通り前部カタパルトは搭載せず、その基台附近に4基を増設した。
水上機母艦としてカタパルト(射出機)4基を計画していたが、兼甲標的母艦としての竣工時は2基に減らしていた。また当時の標準的な射出機である呉式2号5型ではなく1式2号11型が装備された。これは特殊水偵の搭載を予定していたためである。また搭載機種の変更によりリフトも千歳型(九四式水偵、九五式水偵を搭載)より若干大きく、7.5mx12mとなった。
日進は建造途中に水上機母艦から甲標的母艦へ変更された（前述）。1941年（昭和16年）春頃、日本海軍は甲標的母艦に改造された千代田で、甲標的の発進実験に成功する。日進の建造には、その実績が十分考慮された。舷側に横付けした甲標的を艦内に収容するため、片舷2基（前部40トン、後部20トンで、両舷合計4基）の重量クレーンを装備、千歳型と同様に相吊り式で約50トンの甲標的を収容した。なお、そのうち左舷前部の1本だけアームの長さを12mとし、停泊時に飛行艇を甲板に揚げられるように考慮した。
甲標的母艦の中央部には、クレーンで釣り上げた甲標的を艦内に収容するための開口部（ハッチ）がある。
日進の格納庫のハッチは長さ26m・幅6mで、艦内格納庫には四列のレールを備える。このうち中央二列が進水敷設用で、高さ4m・幅2.5mのトンネルが艦尾まで抜けている。艦隊決戦の際には、艦尾の水密防扉（高さ4m・幅3m）を開放して甲標的を発進させることが出来る。甲標的母艦時、甲標的を最大12隻、水上偵察機は9〜12機を搭載可能であった。しかし、艦隊決戦の場で甲標的を発進させる機会は訪れなかった。日進は、クレーンを活用して高速輸送艦として運用された。

## 搭載機
敷設艦時は上甲板のみに搭載し、水偵12機の計画だった。
水上機母艦としては、十二試二座水上偵察機12機+補用3機、特殊水偵8機+補用2機の計常用20機、補用5機、搭載爆弾250キロ48個、60キロ288個の計画になった。第1状態の大体配置によると甲板上に一二試水上偵察機12機、特殊水偵(機種の記載無し)2機の計14機、格納庫内は後部に折り畳んだ一二試水上偵察機5機、前部に同じく特殊水偵6機の計11機を搭載する計画となっている。
兼甲標的母艦としての竣工時は水偵12機を計画、また9機から12機とも言われている。機種は竣工時の公式図には零式水上観測機が描かれている。実際の搭載機としても公試時の写真から零式水上観測機1機、零式水上偵察機1機が確認され、1942年夏撮影の写真には零式水上偵察機など3、4機が写っている。
尾翼記載の記号は白字で「V2」となっている。

## 艦歴

### 計画
第三次海軍軍備補充計画(③計画、昭和十二年度)において第1号艦（大和）、第2号艦（武蔵）、第3号艦（翔鶴）、第4号艦（瑞鶴）、第5号艦（敷設艦「甲」）、6号艦（敷設艦「乙」）などの建造が決まる。敷設艦「甲」（第5号艦）は11,600トン型、敷設艦「乙」（第6号艦）は5,000トン型機雷敷設艦という規模だった。このうち敷設艦「甲」は水上機母艦に変更されて本艦（日進）となり、敷設艦「乙」は「津軽」として竣工、同時に③計画で初鷹型敷設艦2隻（初鷹、蒼鷹）も竣工した。

### 竣工まで
1938年（昭和13年）11月2日に、呉海軍工廠で起工した。
1939年（昭和14年）9月30日、建造中の空母に瑞鶴、敷設艦に日進、砲艦に橋立、潜水艦3隻に伊号第二十一潜水艦、伊号第二十三潜水艦、伊号第二十四潜水艦、敷設艇に浮島の艦名が正式に与えられた。
同日附で、各艦（瑞鶴、日進、橋立）等は艦艇類別等級表に登録される。
10月31日附で、「日進」の艦種は敷設艦から水上機母艦へ改正されたが、工廠関係者は本艦が水上機母艦（甲標的母艦）であることを最初から承知していたという。11月30日、昭和天皇の名代として軍令部総長伏見宮博恭王元帥が臨席するなか、日進は進水した。
1941年（昭和16年）10月15日、日本海軍は駒澤克己大佐（当時、潜水母艦長鯨艦長）を日進艤装員長に任命した。10月26日、呉海軍工廠に日進艤装員事務所を設置、事務を開始した。
1942年（昭和17年）1月6日、日進艤装員事務所は工廠内から艦内に移転する。
1月28日、駒澤（日進艤装員長）は制式に日進艦長（初代）となった。同日附で日進艤装員事務所を撤去する。2月27日竣工、連合艦隊附属となる。竣工後は水上機母艦（甲標的母艦）「千代田」と共に、瀬戸内海での特殊潜航艇訓練に従事した。

### ミッドウェー海戦まで
1942年（昭和17年）3月20日、水上機母艦2隻（千代田、日進）、特設巡洋艦2隻（愛国丸、報国丸）は先遣部隊（指揮官：第六艦隊司令長官）に臨時編入された。この潜水艦部隊は、アフリカ東岸要地の艦隊攻撃と海上交通破壊、南洋部隊のポートモレスビー作戦協力・豪州方面・南太平洋方面の海上交通破壊戦という、各方面での任務を付与されていた。
4月16日、香取、千代田、日進等は柱島泊地に集結する。日進はインド洋方面作戦従事のため内海西部を出発する。25日マラッカ海峡のペナン島（マレー半島西岸）に到着、30日まで同地に留まった。このペナンで甲標的を甲先遣支隊（伊10、伊16、伊18、伊20、伊30、報國丸、愛国丸）に引き渡す。
「日進」は5月1日にペナンを出発、5月8日に瀬戸内海（柱島泊地）に帰着した。同日附で第六艦隊の指揮下を離れた。「千代田」も5月24日附で指揮を解かれている。なお本作戦における特殊潜航艇甲標的は、伊16、伊18、伊20に搭載され、5月31日のディエゴ・スアレス攻撃を実施した。
続いて甲標的母艦2隻（千代田、日進）はミッドウェー作戦に参加した。
この作戦では「日進」は「千代田」とともに主力部隊の特務隊となり、「日進」の任務は、占領後のミッドウェー島防衛にあたる魚雷艇5隻をウォッゼ、ウェークから輸送することであった。「日進」が搭載したは魚雷艇は一号、二号、三号の3隻および四号、五号、六号の内の2隻であった。5月23日、「日進」は呉より出撃。5月30日から6月1日までウォッゼ環礁に停泊した。6月1日に「日進」はウォッゼより出撃し、ウェーク島経由でミッドウェー島に向かった。
6月5日〜6日のアメリカ軍機動部隊との戦闘で日本海軍は大敗、主力空母4隻（赤城、加賀、蒼龍、飛龍）と重巡三隈を一挙に喪失した。作戦中止により「日進」も反転、ウェーク島を経て6月16日にクェゼリン環礁へ入港し、魚雷艇部隊を原隊へ復帰させた。6月19日、「日進」は給油艦「鳴戸」や駆逐艦「夕風」と共に内海西部に到着した。

### ガダルカナル島の戦い
1942年（昭和17年）9月上旬、「日進」は甲標的を降ろすと高速輸送艦としての任務に従事した。甲標的部隊は呉に預けられ、後日、水上機母艦（甲標的母艦）「千代田」に補充された。
9月7日、「日進」は呉を出発した。
9月11日、「日進」はフィリピンのダバオに到着する。青葉支隊（支隊長那須弓雄陸軍少将）に所属する独立戦車第一中隊（中戦車12両）と野戦重砲兵第21大隊第2大隊（九六式十五糎榴弾砲4門）、ほかに弾薬1900発・自動車36両・特大発4隻・陸兵265名等を、ガ島に輸送することになった。
「日進」は9月11日附で外南洋部隊（第八艦隊）（指揮官三川軍一海軍中将、第八艦隊司令長官）に編入され、12日にダバオを出発、15日ラバウルに到着した。16日附で外南洋部隊増援部隊（指揮官橋本信太郎海軍少将、第三水雷戦隊司令官）に編入され、ブーゲンビル島・ショートランド島のショートランド泊地へ進出した。
ガ島戦を巡る日本陸海軍の協定において、日本海軍は「日進」により戦車・重砲をガダルカナル島へ輸送し、この重火器でヘンダーソン飛行場攻撃を実施、ガ島の制空権を確保しようという構想を抱いていた。日進輸送計画を成功させるため、連合艦隊は基地航空隊・艦隊を投入してアメリカ軍機動部隊とガ島のアメリカ軍機を撃滅・制圧しようとした。ところが第十一航空艦隊（基地航空隊）によるガ島攻撃は天候不良により実施できず、輸送作戦計画をたびたび延期するうちに、夜間輸送に不向きな月明期に入ってしまう。また、「日進」が待機するショートランド泊地も連日B-17型重爆の空襲を受けており、安全とは言い難かった。一例として、9月25日には軽巡由良（第四水雷戦隊）がB-17の爆撃により小破している。
橋本司令官は10月上旬に「日進」をガ島へ突入させる旨を意見具申し、第八艦隊（外南洋部隊）はこれを承認した。蟻輸送（大発動艇・小発動艇による舟艇移動）のための物資をショートランド泊地に残し、駆逐艦涼風（第24駆逐隊）に護衛されて25日同地発、26日ニューアイルランド島カビエンに回航された。
回航中、米潜水艦のスカルピン(USS Sculpin, SS-191)が「日進」を雷撃して魚雷命中を報告した。
日進側は敵浮上潜水艦を発見後に「涼風」が爆雷攻撃を実施、カビエン到着前に『船体に軽度の觸衝』を感じ、微小な損傷を受けたと記録している。同時期には水上機母艦「千歳」も第二次ソロモン海戦での損傷修理を終えてショートランド泊地に進出していたが、同様にカビエンへ回航された。
ガダルカナル島の戦いは『補給戦』であった。「日進」がカビエンへ移動する直前の9月23日、連合艦隊首席参謀黒島亀人大佐はラバウルへ出張して第八艦隊（司令長官三川軍一中将）および第十一航空艦隊（司令長官塚原二四三中将）と協議、陸軍第十七軍と今後のガ島作戦について折衝をおこなった。陸軍側は弾薬糧食合計3500トンの輸送を要望、海軍もこれを了承し、蟻輸送・駆逐艦輸送・潜水艦輸送・日進(10月3日、6日予定)と千歳(10日、13日)の投入が決まる。並行して、ガ島の日本陸軍総攻撃を実施するために大規模輸送計画を立案した。高速輸送船5隻を投入して10月11日のガ島上陸を目指したが、ガ島のヘンダーソン飛行場を制圧しない限り、輸送船団突入成功の見込みはなかった。そこで従来からの航空攻撃や陸軍重砲(日進輸送予定)の砲撃にくわえ、金剛型戦艦による艦砲射撃を実施、ヘンダーソン飛行場の完全制圧を企図した（ヘンダーソン基地艦砲射撃）。
9月30日、「日進」は第15駆逐隊の親潮と早潮に護衛されてカビエンを出発、10月1日ショートランド泊地に到着して物件人員を搭載した。同日時点での外南洋部隊増援部隊は、増援部隊指揮官（第三水雷戦隊司令官橋本信太郎少将）直率の増援部隊本隊（軍艦〈川内、日進、津軽〉、第2駆逐隊〈村雨、春雨、五月雨、夕立〉、第4駆逐隊〈野分、舞風〉、第9駆逐隊〈朝雲、夏雲、峯雲〉、第10駆逐隊〈巻雲、秋雲〉、第11駆逐隊〈吹雪、白雪、初雪、叢雲〉、第15駆逐隊〈親潮、黒潮、早潮〉、第19駆逐隊〈浦波、敷波〉、第27駆逐隊〈時雨、白露、夕暮、有明〉、秋月型〈秋月〉）と、第四水雷戦隊司令官（旗艦「由良」）指揮下の挺身輸送隊（天霧、綾波、伊2、伊3）にわかれていた。作戦関係者は川内で打ち合わせをおこなった。
10月3日午前6時、「日進」は第4駆逐隊司令有賀幸作大佐（舞風座乗）の駆逐艦「舞風」と「野分」に護衛され、輸送物件（第二師団長丸山政男中将以下陸兵330名、15cm榴弾砲、野砲5、牽引車7、軍需品搭載）を搭載してショートランド泊地を出発する（日進第一回輸送）。基地航空隊はガ島攻撃を実施しつつ、零式艦上戦闘機のべ32機、零式観測機8機、日進水偵2機(昼頃まで)が日進隊の直衛にあたった。
アメリカ軍機も日進隊を攻撃し、「日進」は右舷3発・左舷4発の至近弾により負傷者6名（船体に重大な損害なし）、「野分」も至近弾2発を受けた。この戦況をうけて、最新鋭の秋月型駆逐艦「秋月」が日進隊掩護のために派遣される。日進隊は21時前後にガダルカナル島北西部のタサファロングに到着して揚陸を開始した。だが22時40分以降、アメリカ軍機の夜間空襲を受けて機関室に漏水、重軽傷者4名を出し帰途についた（日進主計長の回想では夜間揚陸中の被害なし）。自動車1・野砲2・弾薬の大部分・野砲中隊約80名を揚陸できなかった。
秋月は、4日黎明に日進隊（日進、舞風、野分）と合流した。さらに零戦のべ26機、零観7機、水上戦闘機2機が上空警戒につき、アメリカ軍機と交戦した。この時、1機の零観がB-17重爆に体当たりして撃墜し、搭乗員2名（整田三飛曹、甲木一飛曹）を「秋月」が救助している。11時30分、日進隊（日進、秋月、舞風、野分）はショートランド泊地に帰投した。最新鋭の防空駆逐艦が護衛についた事に、乗組員は心強さを覚えたという。また護衛の水上機や戦闘機に対しても強く感謝している。
10月7日、増援部隊指揮官橋本信太郎第三水雷戦隊司令官（旗艦川内）より命令を受けた「日進」と「秋月」は、駆逐艦5隻（時雨、綾波、白雪、吹雪、叢雲）と共に輸送作戦を実施することになった。日進搭載物件は舞四特高射砲4門、陸軍高射砲2門、10cm榴弾砲、牽引車1両、人員180名、糧食弾薬等。時雨（第27駆逐隊司令）指揮下の駆逐隊搭載物件は、陸兵約600名、連隊砲2門、曲射砲、弾薬糧食等であった。
10月7日午前6時、日進隊はショートランドを出撃したが、第十一航空艦隊(基地航空隊)より、天候不良のため直衛の戦闘機派遣不能との連絡が入る。橋本司令官は日進・秋月のショートランド泊地避退を命令、2隻は夕刻に同泊地へ帰投した。第27駆逐隊司令（時雨座乗）指揮下の駆逐艦5隻は上空直衛なしに進撃し、空襲を受けながらもガ島揚陸を成功させて帰投した。
10月8日、「日進」および第61駆逐隊（秋月）による第2回ガダルカナル島輸送作戦が実施される。さらに第9駆逐隊司令佐藤康夫大佐（司令駆逐艦朝雲）指揮下の第2駆逐隊（夕立、春雨）、第9駆逐隊（朝雲、夏雲）が迫撃砲18門、陸兵560名、舞四特通信工作隊を搭載しつつ、日進隊に同行することになっ。
午前5時44分、日進隊はショートランド泊地を出撃する（日進第二回輸送）。アメリカ軍機の空襲を受けるが零戦隊や零観隊の活躍によって日進隊に被害はなく、21時前後タサファロングに到着、物資を全て揚陸した。
日進隊や駆逐艦輸送（鼠輸送）は順調に進んでいたが、大発動艇を用いた蟻輸送は失敗に終わり、物資揚陸予定に遅れが生じた。そこで軽巡洋艦「龍田」と水上機母艦「千歳」を増援部隊（第三水雷戦隊）に編入し、輸送計画に軽巡部隊（川内、由良、龍田）も加わることになった。

### サボ島沖海戦以後
1942年（昭和17年）10月11日朝、日進艦長指揮下の水上機母艦2隻（日進、千歳）、駆逐艦6隻（第61駆逐隊〈秋月〉、第19駆逐隊〈綾波〉、第11駆逐隊第1小隊〈白雪、叢雲〉、第9駆逐隊〈朝雲、夏雲〉）はショートランド泊地を出撃、ガダルカナル島への輸送・揚陸作戦に従事する。
輸送物件は15cm榴弾砲4門、野砲2門、牽引車4、弾薬車4、高射砲1門、固定無線1基、陸兵各艦合計675、弾薬糧食等。「夏雲」と「秋月」が水上機母艦の直衛であった。
出発直後からアメリカ軍機に触接されたが、基地航空隊がガ島飛行場を攻撃したため、日進隊への空襲は無かった。日進隊の直衛にあたった零式艦上戦闘機のうち、最後の6機は日没まで直衛を行い予定どおり駆逐艦の傍に着水したが、不時着時に2名が戦死した。水上機部隊は消耗して稼働機数ほぼゼロとなっており、零戦しか上空警戒を担当できなかったのである。
日進隊は20時10分ガ島タサファロングに到着して揚陸を開始したが、22時頃にサボ島方面で水上戦闘が行われているのを認めた。
日進隊は22時50分揚陸終了、駆逐隊も23時05分に揚陸終了、南方航路をとってサボ島方面へ移動を開始した。
日進隊が揚陸作業を続けていた頃、外南洋部隊支援隊指揮官五藤存知第六戦隊司令官（青葉座乗）指揮下の重巡洋艦3隻（青葉、古鷹、衣笠）、駆逐艦2隻（吹雪、初雪）は、ガダルカナル島のアメリカ軍ヘンダーソン飛行場に対し艦砲射撃を実施するため戦闘海域に接近していた。同日、連合艦隊司令長官山本五十六大将の下令によって第三戦隊（司令官栗田健男中将）の金剛型戦艦「金剛」と「榛名」及び護衛部隊（第二水雷戦隊、司令官田中頼三少将）も飛行場艦砲射撃を行うべくトラック泊地を出撃しており、外南洋部隊支援隊（第六戦隊）は金剛型戦艦に先駆けて飛行場砲撃を行う予定であった。
アメリカ軍は、ガダルカナル島への増援部隊（陸兵約3000名）輸送船団からノーマン・スコット少将率いる重巡洋艦2隻、軽巡洋艦2隻、駆逐艦5隻の艦隊を引き抜き、アイアンボトム・サウンドに派遣して待ち構えていた。第六戦隊部隊は左前方に艦影を発見。待ち伏せしていたアメリカ艦隊の艦影を『日進隊』と誤認したまま先制攻撃を受け、五藤司令官戦死、旗艦「青葉」大破、「古鷹」と「吹雪」沈没という損害を出して敗北した。「初雪」は古鷹乗組員を救助後に戦場を避退、「衣笠」は日進隊と合流しようとしたがスコールに阻まれ、命令に従い退避した。
日進輸送隊はラッセル諸島西側を通過して戦闘海域を離脱した。この時、第六戦隊救援およびアメリカ軍水上部隊撃滅のため、日進隊から第9駆逐隊（朝雲、夏雲）と、第11駆逐隊第1小隊（白雪、叢雲）が分派された 。
だが退避中の10月12日に空襲を受けて駆逐艦「叢雲」と「夏雲」が沈没、乗組員は「白雪」と「朝雲」に救助された。
日進隊（日進、千歳、秋月、綾波）は救援のため出撃してきた増援部隊（第三水雷戦隊）と合流し、1400にショートランド泊地に到着した。
これ以降、アメリカ軍機動部隊出現の徴候や高速輸送船団の損害などにより、連合艦隊司令部は11月17日の輸送作戦をもって陸軍総攻撃前の輸送を打ち切る意向を示した。水上機母艦・軽巡部隊（日進、千歳、川内、由良、龍田）及び駆逐艦15隻による輸送作戦が立案されるが、アメリカ軍機動部隊のガ島来襲が確実となる。連合艦隊は第八艦隊に対し水上機母艦3隻の投入を中止するよう通達し、支援兵力として要請していた巡洋艦の増派も断った。連合艦隊の意向を受けて水上機母艦は輸送作戦から外れた。10月24-26日、ガダルカナル島への陸軍総攻撃を巡って日米双方の機動部隊が衝突した南太平洋海戦が生起する。こうして外南洋部隊（第八艦隊）は重火器搭載可能艦を欠いたまま、軽巡洋艦や駆逐艦でガ島陸軍への増援輸送を行わなくてはならなくなった。10月1日以降の外南洋部隊増援部隊による輸送作戦において、日進級のべ4隻・軽巡洋艦延7隻・駆逐艦延92隻をもってガ島に運んだ物件は、陸軍兵力9091名、15cm榴弾砲4門、10cm榴弾砲2、野戦高射砲3、野砲7、山砲5、速射砲18、聯隊砲14、大隊砲13、迫撃砲19、牽引車12（蟻輸送によるもの1）、弾薬車22、軽砲若干、弾薬多数、糧秣160トン、舞鶴鎮守府第四陸戦隊560名、野戦高射砲4、弾薬8トン、13mm高射機銃3と記録されている。
11月1日、「日進」はトラック帰投を命じられ、ショートランド泊地を出発した。11月3日にトラック泊地着、同地で待機することになった。それと共に水上機母艦2隻（日進、千歳）は外南洋部隊から除かれ、連合艦隊附属に戻った。
11月9日、トラック泊地を出発する。この時の「日進」は駆逐艦磯波（第19駆逐隊）と行動を共にしていたという。メレヨン島を経由して11月13日、ショートランドに到着した。
本艦は第三次ソロモン海戦（11月12日〜15日）に参加することなく、11月16日トラック泊地に戻る。11月20日に内地帰投を命じられる。「日進」は第三次ソロモン海戦で沈没した戦艦比叡生存者（比叡艦長西田正雄大佐以下約1200名）と第十一戦隊関係者を便乗させ、重巡高雄と駆逐艦五月雨に護衛されて横須賀にむかう。11月27日、横須賀に到着した。
12月5日附で駒澤（日進艦長）は第三潜水戦隊司令官へ転任、二代目艦長には伊藤尉太郎大佐が任命された。
12月10日、「日進」は第八聯合特別陸戦隊（司令官大田実海軍少将、11月15日新編）の第三次輸送部隊として横須賀を出港した。「日進」が搭載していたのは、八聯特設立員の半数、呉鎮守府第六特別陸戦隊と横須賀鎮守府第七特別陸戦隊の重砲隊である。呉六特が装備する重砲（14cm平射砲6門、口径不詳の重砲4門、12cm高射砲4門、7cm野戦高射砲4門）のうち、一部は戦艦日向と伊勢を航空戦艦に改造する際に撤去された副砲であるという。
日進隊は12月15日にトラック泊地を経由して、19日ラバウルへ到着した。21日、駆逐艦敷波（第19駆逐隊）に護衛され、同地を出発する。日進と敷波は27日に呉へ帰投した。
なお、第八聯合特別陸戦隊はニュージョージア諸島に配備され、大田司令官と呉第六特別陸戦隊はニュージョージア島に、横須賀第七特別陸戦隊はコロンバンガラ島に配備された。

### 昭和18年の行動
1943年（昭和18年）1月上旬、「日進」は特型運貨筒と水上偵察機（零式水上偵察機5機、零式観測機5機）を積載、機材と物資をトラック泊地へ輸送することになった。
1月6日、駆逐艦秋雲（第10駆逐隊）に護衛されて内地を出発する。
1月11日、トラック泊地に到着した。
2月初旬、ケ号作戦によりガダルカナル島の戦いは終結、最前線の艦艇は内地帰投を命じられる。「日進」は舞鶴で修理をおこない、整備後は内海西部での訓練を命じられた。
2月15日、「日進」は第三戦隊（金剛、榛名）、空母2隻（隼鷹、冲鷹）、重巡2隻（鳥海、利根）、駆逐艦6隻（時雨、大波、黒潮、陽炎、嵐）と共にトラック泊地を出港するが、悪天候のため航空隊を収容できなかった隼鷹隊（隼鷹、陽炎、黒潮）のみトラックへ引き返した。
内地へ帰投後、「日進」は呉を経由して舞鶴へ移動、2月下旬より舞鶴海軍工廠で修理と整備をおこなうことになった。当時の舞鶴軍港では島風型駆逐艦「島風」の艤装工事や、夕雲型駆逐艦複数隻（浜波、第342号艦〈沖波〉、第345号艦〈早霜〉）の建造、
重巡洋艦利根、軽巡洋艦那珂・龍田、駆逐艦複数隻（霞、不知火、初春、太刀風）等の修理と整備を実施していた。
3月13日、「日進」は舞鶴を出港し、内海西部で特殊潜航艇基地に立ち寄ったあと呉に到着した。
4月9日、駆逐艦敷波（第19駆逐隊）に護衛されて呉から出撃した。4月15日、ダバオ着。4月18日から5月7日までスラバヤ滞在。ここで敷波とは別行動になった。
当時、ソロモン諸島でアメリカ軍が魚雷艇を活用している戦例を鑑み、日本海軍もソロモン諸島における魚雷艇の運用を試みた。だが日本が製造した魚雷艇は使い物にならず、スラバヤ港にあったオランダ海軍の魚雷艇6隻を「日進」が輸送することになった。5月13日、ラバウルに到着する。日進は魚雷艇部隊のラバウル進出に成功した。その魚雷艇もオランダ製のため整備に手間取り、6月末になってようやく半数が出動準備を完成した程度だったという。日進は5月15日にラバウルを出発する。22日、呉に到着した。
その頃、北東方面戦線（アリューシャン方面の戦い）はアメリカ軍の反撃によりアッツ島の戦いが生起、アッツ島の日本軍は窮地に立たされた。第五艦隊麾下の第51根拠地隊（司令官秋山勝三少将、海兵40期）の報告によれば、同方面の甲標的は数基しかなかったという。大本営はただちに対策を協議したが、その一つに運貨筒の準備をあげている。大型運貨筒（350トン）の進出は5月28日から29日着とされた。
日進は5月25日附で北方部隊（指揮官河瀬四郎中将/第五艦隊）に編入、内海西部を出撃し、5月29日千島列島北東端の幌筵島に進出した。これは運貨筒の輸送作戦であったという。
当時の幌筵には、北方部隊主隊（那智、多摩、木曾、摩耶、妙高、羽黒）、北方部隊水雷部隊（阿武隈〔第一水雷戦隊旗艦〕、朝雲、白雲、薄雲、若葉、初霜、五月雨、長波、響〈出動中〉）などの主力艦艇が在泊していた。
「日進」が幌筵に到着すると同時に、伊号第二十四潜水艦は運貨筒を搭載してアッツ島へ出撃した。だがアッツ島の日本軍守備隊は同日に玉砕し、伊24の到着を待っていた第五艦隊参謀の江本弘中佐も同島で戦死した。
「日進」はしばらく幌筵で待機した。北方部隊（第五艦隊）は潜水艦によるケ号作戦（キスカ島撤退作戦）を発動したが、損害が大きく6月21日に潜水部隊指揮官により作戦を断念（電令作第55号）、北方部隊指揮官も6月23日をもってケ号作戦を中止した。作戦中止直前の6月18日、日進は幌筵を出発する。航海中の6月20日、北方部隊から除かれた。
大湊を経て横須賀へ回航中の6月25日、機動部隊に編入された。6月26日、横須賀に到着した。7月1日、日進主計長は春日紀三夫主計大尉から高須一郎主計大尉に交代した。高須主計大尉は、南西方面艦隊司令長官高須四郎大将の長男である。

### 沈没
1943年（昭和18年）7月22日、「日進」は駆逐艦3隻（萩風、嵐、磯風）と共にブーゲンビル島のブインへ日本陸軍部隊（南海第四守備隊）の八九式中戦車や重火器を輸送中、ショートランド北方にてアメリカ軍機の集中攻撃を受けて撃沈された。経過は以下のとおりである。
6月30日、連合軍はカートホイール作戦にともないニュージョージア諸島のレンドバ島に上陸を開始、つづいてニュージョージア島にも上陸を敢行し、ニュージョージア島の戦いが始まった。情勢が緊迫する中、日本陸軍部隊のソロモン諸島転用が決まった。
7月10日、第三艦隊司令長官小沢治三郎中将（機動部隊指揮官）が指揮する空母4隻（翔鶴、瑞鶴、瑞鳳、冲鷹）、重巡洋艦3隻（利根、筑摩、最上）、軽巡洋艦2隻（大淀、阿賀野）、水上機母艦「日進」、駆逐艦部隊（第4駆逐隊〈嵐、萩風〉、第17駆逐隊〈磯風〉、第61駆逐隊〈涼月、初月〉、夕雲型駆逐艦〈玉波〉）は、それぞれ日本本土を出撃する。
各艦は、マーシャル諸島・ギルバート諸島やソロモン諸島派遣予定の陸軍部隊（南海第四守備隊第一次進出部隊）や軍需物資も搭載していた。南海第四守備隊（隊長道下義行大佐）は同年6月に編制されたばかりで（軍令陸甲第55号）、大隊内に戦車・砲兵・対戦車隊（対戦車砲装備）を備えた画期的部隊であった。
7月11日、暗号解読により米潜水艦スタージョン (USS Sturgeon, SS-187)が小沢艦隊に触接、同艦は「日進」を千歳型水上機母艦と報告している。 
7月15日、暗号解読や僚艦からの通報により、米潜水艦ティノサ(USS Tinosa, SS-283)とポーギー (USS Pogy, SS-266)、さらにスティールヘッド(USS Steelhead, SS-280)とハリバット(USS Halibut, SS-232)も付近を行動していた。ティノサは千歳（本当は日進）の前を軽巡夕張（本当は大淀）が航行していたと記録している。ティノサは最後尾の冲鷹に狙いをさだめ、距離3500mで魚雷4本を発射するが命中せず、小沢艦隊に被害はなかった。同日、小沢艦隊はトラック泊地に到着する。小沢長官は近藤信竹第二艦隊司令長官より、東方部隊の指揮権を継承した。
トラック泊地へ移動後・滞在中（15-19日）に、南海第四守備隊隊の配備先は、マーシャル諸島からソロモン諸島のブーゲンビル島に予定変更となった（大陸命第816号）。第八戦隊司令官岸福治少将指揮のもと、第一部隊（日進、利根〔第八戦隊旗艦〕、筑摩、大淀、最上、阿賀野〔第十戦隊司令官大杉守一少将〕、嵐、萩風、磯風、涼月、初月）は7月21日ラバウルに到着した。
ラバウル着後、一部の物件を揚陸する。艦隊の再編が実施され、第十戦隊司令官大杉守一少将は旗艦を軽巡「阿賀野」から駆逐艦「萩風」に変更、第4駆逐隊司令杉浦嘉十大佐は「嵐」に移動した。
ここで、乙部隊（日進、萩風、嵐、磯風）はブーゲンビル島ブインへの、第61駆逐隊の秋月型駆逐艦「涼月」と「初月」はブカ島への輸送作戦に従事することになった。陸軍部隊は各艦に分乗し、日進には南海第四守備隊第一大隊本部（大隊長板尾駿少佐）・通信中隊一部・第一戦車中隊・第二戦車中隊・第三戦車中隊一コ小隊・各速射砲・砲兵中隊主力が移乗した。
巡洋艦3隻（利根、筑摩、大淀）から駆逐艦3隻（嵐、萩風、磯風）に燃料補給を実施後の21日夜、乙部隊はラバウルを出撃する。22日16時ブイン着、同日21時発、23日のラバウル帰投を予定していたが、出港直前に「日進」は機関故障を報告していた。また日進隊の上空掩護のため、従来のラバウル方面基地航空隊に加えて第二航空戦隊の零式艦上戦闘機もブインに派遣されている。日進隊はブーゲンビル島北東海面を航行し、ブインを目指した。
7月22日13時45分、乙部隊はショートランド諸島オバウ島北方20浬付近を中央に「日進」、同艦右前方3kmに「萩風」、同艦左前方3kmに「嵐」、同艦後方3kmに「磯風」という陣形で航行していた。アメリカ軍機の空襲が予想されるため、ブイン基地の零戦隊が上空警戒を担当する。ブイン基地派遣の空母艦載機のうち、第二航空戦隊隼鷹所属の零戦8も直掩を担当してい。
この時ブインまで約2時間という距離で、雲間より出現したアメリカ軍の大型爆撃機と急降下爆撃機の空襲を受けた。アメリカ軍側の記録によれば、ガダルカナル島ヘンダーソン飛行場基地より艦爆18、艦攻18が発進、陸軍のB-24重爆18機、戦闘機P-40、双発戦闘機P-38、F4Fワイルドキャットなど合計134機が発進し、日進隊を攻撃したという。
零戦16機ではアメリカ軍機の大編隊を防ぐことができず、「日進」に複数の爆弾が命中する（直撃弾6発記録、至近弾多数）。
大火災となり、14時3分に沈没していった。アメリカ軍記録南緯6度35分 東経156度10分 / 南緯6.583度 東経156.167度。
駆逐艦3隻（萩風、嵐、磯風）は日進生存者の救出にあたるが、16時30分前後にふたたびアメリカ軍の大型爆撃機が襲来したため救助作業は中止され、本来の目的であるブインへの輸送作戦を遂行した。18時-20時にかけて人員746名と軍需品の揚陸を実施する。その後、日進の沈没地点に戻り救助を行うが、22時55分にアメリカ軍機の襲来により断念する。
沈没により、伊藤大佐（日進艦長）や高須主計長を含む同艦乗組員479名、便乗していた第七戦隊整備員35名、陸軍兵約570名が戦死、搭載していた八九式中戦車22輌、積載していた重砲と速射砲、車輌20輌や弾薬、通信機器や燃料等すべてを喪失した。生存者は海軍兵92名、陸軍兵81名（日進87名、便乗者4名、陸軍兵91名とも）。
日進戦闘詳報は『本戦闘ハ最近ニ於ケル航空機對水上艦戦闘ノ典型的様式ヲ示シ制空権ナキ處水上艦艇ノ行動ノ如何ニ困難ナルカヲ示セル適例ナルト共ニ将来ノ第一線輸送ニ對シ大ナル暗示ヲ與ヘタルモノト思考ス（中略）十六 七日ノブイン大空襲後敵空軍再来ノ處アリシ場合輸送決行ニ際シテハ相當ノ警戒機ヲ附スルニ非レバ成算少キ處敵襲来時　視界内ニハ味方戦斗機ナク敵機ノ跳梁ニ委セシコト（以下略）』と総括した。高速大型輸送艦「日進」の沈没は、1943年（昭和18年）3月初頭ニューギニア島ラエに向かう増援部隊がダンピール海峡で全滅したビスマルク海海戦の再現になってしまった。
同年9月10日、「日進」は水上機母艦、軍艦籍より除籍された。川内型軽巡「神通」、秋月型駆逐艦「新月」も同日附で除籍されている。
「日進」の沈没、「千歳」と「千代田」の航空母艦改造により、甲標的母艦は皆無となった。これ以降の甲標的は局地戦で運用されるようになり、やがて局地戦に最適化した甲標的丁型（特殊潜航艇蛟龍）に発展した。

## 行動概要
- 1938年11月2日 呉海軍工廠にて起工
- 1939年
  - 9月30日 正式に日進と命名[2]
  - 10月31日 水上機母艦に類別変更[4]
  - 11月30日 進水
- 1942年
  - 2月27日 竣工
  - 10月 ガダルカナル島輸送に従事
- 1943年
  - 7月22日 戦没
  - 9月10日 除籍

## 歴代艦長
※『艦長たちの軍艦史』190-191頁、『日本海軍史』第9巻・第10巻の「将官履歴」に基づく。

### 艤装員長
1. 駒沢克己 大佐：1941年10月15日[57] - 1942年1月28日[60]

### 艦長
1. 駒沢克己 大佐：1942年1月28日[60] - 1942年12月5日[191]
2. 伊藤尉太郎 大佐：1942年12月5日[191] - 1943年9月10日[297]（10月22日、少将に進級）[298][299]